# Erin Shaw
Erin Shaw (* 7. September 2004) ist eine australische Leichtathletin, die sich auf den Hochsprung spezialisiert hat. Sie gewann 2022 bei den Ozeanienmeisterschaften in Mackay.

## Sportliche Laufbahn
Erste internationale Erfahrungen sammelte Erin Shaw im Jahr 2022, als sie bei den Ozeanienmeisterschaften in Mackay mit übersprungenen 1,85 m auf Anhieb die Goldmedaille im Hochsprung gewann. Anschließend belegte sie bei den U20-Weltmeisterschaften in Cali mit 1,88 m den vierten Platz. Im Jahr darauf schied sie bei den Weltmeisterschaften in Budapest mit 1,80 m in der Qualifikationsrunde aus.

## Persönliche Bestleistungen
- Hochsprung: 1,88 m, 6. August 2022 in Cali
  - Hochsprung (Halle): 1,90 m, 4. Februar 2023 in Hustopeče